# Grand Prix Formule 1 van Hongarije 2020
De Grand Prix Formule 1 van Hongarije 2020 werd verreden op 19 juli op de Hungaroring in Mogyoród nabij Boedapest. Het was de derde race van het seizoen 2020. Er was vanwege de Coronapandemie geen publiek aanwezig op de tribunes. De Grand Prix werd gewonnen door Lewis Hamilton.

## Vrije trainingen

### Uitslagen
- Enkel de top vijf wordt weergegeven.

| Vrije training 1 | Pos. | Nr. | Coureur          | Constructeur              | Tijd     |
| ---------------- | ---- | --- | ---------------- | ------------------------- | -------- |
| Vrije training 1 | 1    | 44  | Lewis Hamilton   | Mercedes                  | 1:16.003 |
| Vrije training 1 | 2    | 77  | Valtteri Bottas  | Mercedes                  | 1:16.089 |
| Vrije training 1 | 3    | 11  | Sergio Pérez     | Racing Point-BWT Mercedes | 1:16.530 |
| Vrije training 1 | 4    | 18  | Lance Stroll     | Racing Point-BWT Mercedes | 1:16.967 |
| Vrije training 1 | 5    | 3   | Daniel Ricciardo | Renault                   | 1:17.200 |
| Vrije training 2 | Pos. | Nr. | Coureur          | Constructeur              | Tijd     |
| Vrije training 2 | 1    | 5   | Sebastian Vettel | Ferrari                   | 1:40.464 |
| Vrije training 2 | 2    | 77  | Valtteri Bottas  | Mercedes                  | 1:40.736 |
| Vrije training 2 | 3    | 55  | Carlos Sainz jr. | McLaren-Renault           | 1:41.784 |
| Vrije training 2 | 4    | 18  | Lance Stroll     | Racing Point-BWT Mercedes | 1:42.380 |
| Vrije training 2 | 5    | 11  | Sergio Pérez     | Racing Point-BWT Mercedes | 1:42.470 |
| Vrije training 3 | Pos. | Nr. | Coureur          | Constructeur              | Tijd     |
| Vrije training 3 | 1    | 77  | Valtteri Bottas  | Mercedes                  | 1:15.437 |
| Vrije training 3 | 2    | 44  | Lewis Hamilton   | Mercedes                  | 1:15.479 |
| Vrije training 3 | 3    | 11  | Sergio Pérez     | Racing Point-BWT Mercedes | 1:15.598 |
| Vrije training 3 | 4    | 16  | Charles Leclerc  | Ferrari                   | 1:15.781 |
| Vrije training 3 | 5    | 18  | Lance Stroll     | Racing Point-BWT Mercedes | 1:16.033 |

Testcoureur in vrije training 1:
 Robert Kubica (Alfa Romeo-Ferrari) in plaats van Kimi Räikkönen.

## Kwalificatie
| Pos.                   | Nr. | Coureur            | Constructeur              | Kwalificatietijden | Kwalificatietijden | Kwalificatietijden | Grid |
| Pos.                   | Nr. | Coureur            | Constructeur              | Q1                 | Q2                 | Q3                 | Grid |
| ---------------------- | --- | ------------------ | ------------------------- | ------------------ | ------------------ | ------------------ | ---- |
| 1                      | 44  | Lewis Hamilton     | Mercedes                  | 1:14.907           | 1:14.261           | 1:13.447           | 1    |
| 2                      | 77  | Valtteri Bottas    | Mercedes                  | 1:15.474           | 1:14.530           | 1:13.554           | 2    |
| 3                      | 18  | Lance Stroll       | Racing Point-BWT Mercedes | 1:14.895           | 1:15.176           | 1:14.377           | 3    |
| 4                      | 11  | Sergio Pérez       | Racing Point-BWT Mercedes | 1:14.681           | 1:15.394           | 1:14.545           | 4    |
| 5                      | 5   | Sebastian Vettel   | Ferrari                   | 1:15.455           | 1:15.131           | 1:14.774           | 5    |
| 6                      | 16  | Charles Leclerc    | Ferrari                   | 1:15.793           | 1:15.006           | 1:14.817           | 6    |
| 7                      | 33  | Max Verstappen     | Red Bull-Honda            | 1:15.495           | 1:14.976           | 1:14.849           | 7    |
| 8                      | 4   | Lando Norris       | McLaren-Renault           | 1:15.444           | 1:15.085           | 1:14.966           | 8    |
| 9                      | 55  | Carlos Sainz jr.   | McLaren-Renault           | 1:15.281           | 1:15.267           | 1:15.027           | 9    |
| 10                     | 10  | Pierre Gasly       | AlphaTauri-Honda          | 1:15.767           | 1:15.508           | geen tijd          | 10   |
| 11                     | 3   | Daniel Ricciardo   | Renault                   | 1:15.848           | 1:15.661           |                    | 11   |
| 12                     | 63  | George Russell     | Williams-Mercedes         | 1:15.585           | 1:15.698           |                    | 12   |
| 13                     | 23  | Alexander Albon    | Red Bull-Honda            | 1:15.722           | 1:15.715           |                    | 13   |
| 14                     | 31  | Esteban Ocon       | Renault                   | 1:15.719           | 1:15.742           |                    | 14   |
| 15                     | 6   | Nicholas Latifi    | Williams-Mercedes         | 1:16.105           | 1:16.544           |                    | 15   |
| 16                     | 20  | Kevin Magnussen    | Haas-Ferrari              | 1:16.152           |                    |                    | 16   |
| 17                     | 26  | Daniil Kvjat       | AlphaTauri-Honda          | 1:16.204           |                    |                    | 17   |
| 18                     | 8   | Romain Grosjean    | Haas-Ferrari              | 1:16.407           |                    |                    | 18   |
| 19                     | 99  | Antonio Giovinazzi | Alfa Romeo-Ferrari        | 1:16.506           |                    |                    | 19   |
| 20                     | 7   | Kimi Räikkönen     | Alfa Romeo-Ferrari        | 1:16.614           |                    |                    | 20   |
| Q1 107% tijd: 1:19.908 |     |                    |                           |                    |                    |                    |      |

## Wedstrijd
| Pos.  | Nr. | Coureur            | Constructeur              | Rondes | Tijd / Oorzaak uitval | Grid | Punten |
| ----- | --- | ------------------ | ------------------------- | ------ | --------------------- | ---- | ------ |
| 1     | 44  | Lewis Hamilton     | Mercedes                  | 70     | 1:36:12.473           | 1    | 26S    |
| 2     | 33  | Max Verstappen     | Red Bull-Honda            | 70     | +8.702                | 7    | 18     |
| 3     | 77  | Valtteri Bottas    | Mercedes                  | 70     | +9.452                | 2    | 15     |
| 4     | 18  | Lance Stroll       | Racing Point-BWT Mercedes | 70     | +57.579               | 3    | 12     |
| 5     | 23  | Alexander Albon    | Red Bull-Honda            | 70     | +1:18.316             | 13   | 10     |
| 6     | 5   | Sebastian Vettel   | Ferrari                   | 69     | +1 ronde              | 5    | 8      |
| 7     | 11  | Sergio Pérez       | Racing Point-BWT Mercedes | 69     | +1 ronde              | 4    | 6      |
| 8     | 3   | Daniel Ricciardo   | Renault                   | 69     | +1 ronde              | 11   | 4      |
| 9     | 55  | Carlos Sainz jr.   | McLaren-Renault           | 69     | +1 ronde              | 9    | 2      |
| 10    | 20  | Kevin Magnussen    | Haas-Ferrari              | 69     | +1 ronde              | 16   | 1      |
| 11    | 16  | Charles Leclerc    | Ferrari                   | 69     | +1 ronde              | 6    |        |
| 12    | 26  | Daniil Kvjat       | AlphaTauri-Honda          | 69     | +1 ronde              | 17   |        |
| 13    | 4   | Lando Norris       | McLaren-Renault           | 69     | +1 ronde              | 8    |        |
| 14    | 31  | Esteban Ocon       | Renault                   | 69     | +1 ronde              | 14   |        |
| 15    | 7   | Kimi Räikkönen     | Alfa Romeo-Ferrari        | 69     | +1 ronde              | 20   |        |
| 16    | 8   | Romain Grosjean    | Haas-Ferrari              | 69     | +1 ronde              | 18   |        |
| 17    | 99  | Antonio Giovinazzi | Alfa Romeo-Ferrari        | 69     | +1 ronde              | 19   |        |
| 18    | 63  | George Russell     | Williams-Mercedes         | 69     | +1 ronde              | 12   |        |
| 19    | 6   | Nicholas Latifi    | Williams-Mercedes         | 65     | +5 rondes             | 15   |        |
| DNF   | 10  | Pierre Gasly       | AlphaTauri-Honda          | 15     | Motor                 | 10   |        |
| Bron: |     |                    |                           |        |                       |      |        |

S Lewis Hamilton behaalde een extra punt voor het rijden van de snelste ronde.

## Tussenstanden wereldkampioenschap
Betreft tussenstanden voor het wereldkampioenschap na afloop van de race.

### Coureurs
| Pos. | Nr. | Coureur          | Constructeur              | Punten |
| ---- | --- | ---------------- | ------------------------- | ------ |
| 1    | 44  | Lewis Hamilton   | Mercedes                  | 63     |
| 2    | 77  | Valtteri Bottas  | Mercedes                  | 58     |
| 3    | 33  | Max Verstappen   | Red Bull-Honda            | 33     |
| 4    | 4   | Lando Norris     | McLaren-Renault           | 26     |
| 5    | 23  | Alexander Albon  | Red Bull-Honda            | 22     |
| 6    | 11  | Sergio Pérez     | Racing Point-BWT Mercedes | 22     |
| 7    | 16  | Charles Leclerc  | Ferrari                   | 18     |
| 8    | 18  | Lance Stroll     | Racing Point-BWT Mercedes | 18     |
| 9    | 55  | Carlos Sainz jr. | McLaren-Renault           | 15     |
| 10   | 5   | Sebastian Vettel | Ferrari                   | 9      |

### Constructeurs
| Pos. | Constructeur              | Punten |
| ---- | ------------------------- | ------ |
| 1    | Mercedes                  | 121    |
| 2    | Red Bull-Honda            | 55     |
| 3    | McLaren-Renault           | 41     |
| 4    | Racing Point-BWT Mercedes | 40     |
| 5    | Ferrari                   | 27     |
| 6    | Renault                   | 12     |
| 7    | AlphaTauri-Honda          | 7      |
| 8    | Alfa Romeo-Ferrari        | 2      |
| 9    | Haas-Ferrari              | 1      |
| 10   | Williams-Mercedes         | 0      |